# Баталаге
Баталаге је насеље у Србији у општини Коцељева у Мачванском округу. Према попису из 2022. било је 293 становника.

## Историја
Први помен села је забележен у турском попису (тефтеру) за хиџретску 934. годину, тј. 1527/1528. годину по садашњем рачунању времена.

Транскрибован на модерни турски, са османске арабице, унос са 215. странице тефтера TD 144 је гласио овако:
Batalaga, Valyeva nahiye - Село Баталага (или Баталаге), Нахија Ваљево

## Галерија
- Спомен парка НОБ-а
- Зграда школе
- Дом културе
- Водоторањ

## Демографија
У насељу Баталаге живи 434 пунолетна становника, а просечна старост становништва износи 49,2 година (47,1 код мушкараца и 51,4 код жена). У насељу има 179 домаћинстава, а просечан број чланова по домаћинству је 2,80.
Ово насеље је великим делом насељено Србима (према попису из 2002. године), а у последња три пописа, примећен је пад у броју становника.
|  |

| Демографија | Демографија | Демографија |
| Година      | Становника  | Становника  |
| ----------- | ----------- | ----------- |
| 1948.       | 999         |             |
| 1953.       | 999         |             |
| 1961.       | 941         |             |
| 1971.       | 877         |             |
| 1981.       | 759         |             |
| 1991.       | 619         | 606         |
| 2002.       | 501         | 533         |

| Етнички састав према попису из 2002.‍ | Етнички састав према попису из 2002.‍ | Етнички састав према попису из 2002.‍ | Етнички састав према попису из 2002.‍ | Етнички састав према попису из 2002.‍ |
| ------------------------------------ | ------------------------------------ | ------------------------------------ | ------------------------------------ | ------------------------------------ |
|                                      |                                      |                                      |                                      |                                      |
| Срби                                 | Срби                                 |                                      | 496                                  | 99,00%                               |
| Црногорци                            | Црногорци                            |                                      | 1                                    | 0,19%                                |
| Словенци                             | Словенци                             |                                      | 1                                    | 0,19%                                |
| непознато                            | непознато                            |                                      | 3                                    | 0,59%                                |

| Година пописа     | 1948. | 1953. | 1961. | 1971. | 1981. | 1991. | 2002. |
| ----------------- | ----- | ----- | ----- | ----- | ----- | ----- | ----- |
| Број домаћинстава | 166   | 169   | 182   | 205   | 209   | 200   | 179   |

| Број чланова      | 1  | 2  | 3  | 4  | 5  | 6  | 7 | 8 | 9 | 10 и више | Просек |
| ----------------- | -- | -- | -- | -- | -- | -- | - | - | - | --------- | ------ |
| Број домаћинстава | 49 | 54 | 22 | 16 | 21 | 12 | 4 | 0 | 1 | 0         | 2,80   |

| Пол    | Укупно | Неожењен/Неудата | Ожењен/Удата | Удовац/Удовица | Разведен/Разведена | Непознато |
| ------ | ------ | ---------------- | ------------ | -------------- | ------------------ | --------- |
| Мушки  | 223    | 63               | 138          | 14             | 8                  | 0         |
| Женски | 222    | 22               | 140          | 59             | 0                  | 1         |
| УКУПНО | 445    | 85               | 278          | 73             | 8                  | 1         |

| Пол    | Укупно                    | Пољопривреда, лов и шумарство | Рибарство                            | Вађење руде и камена | Прерађивачка индустрија       |
| ------ | ------------------------- | ----------------------------- | ------------------------------------ | -------------------- | ----------------------------- |
| Мушки  | 150                       | 119                           | 0                                    | 0                    | 15                            |
| Женски | 126                       | 116                           | 0                                    | 0                    | 9                             |
| УКУПНО | 276                       | 235                           | 0                                    | 0                    | 24                            |
| Пол    | Производња и снабдевање   | Грађевинарство                | Трговина                             | Хотели и ресторани   | Саобраћај, складиштење и везе |
| Мушки  | 1                         | 4                             | 3                                    | 0                    | 2                             |
| Женски | 0                         | 0                             | 0                                    | 0                    | 0                             |
| УКУПНО | 1                         | 4                             | 3                                    | 0                    | 2                             |
| Пол    | Финансијско посредовање   | Некретнине                    | Државна управа и одбрана             | Образовање           | Здравствени и социјални рад   |
| Мушки  | 0                         | 1                             | 1                                    | 1                    | 2                             |
| Женски | 0                         | 0                             | 1                                    | 0                    | 0                             |
| УКУПНО | 0                         | 1                             | 2                                    | 1                    | 2                             |
| Пол    | Остале услужне активности | Приватна домаћинства          | Екстериторијалне организације и тела | Непознато            | Непознато                     |
| Мушки  | 0                         | 0                             | 0                                    | 1                    | 1                             |
| Женски | 0                         | 0                             | 0                                    | 0                    | 0                             |
| УКУПНО | 0                         | 0                             | 0                                    | 1                    | 1                             |